# تغییر چهره (فیلم ۲۰۱۸)
تغییر چهره (انگلیسی: Aiyaary) فیلم هندی ساخته شده در سال ۲۰۱۸ به کارگردانی و نویسندگی نیراج پاندی.

## داستان
دو افسر وطن‌پرست ارتش هند به‌طور ناگهانی در معرض خطر قرار می‌گیرند. مربی ارتش سرهنگ سینگ خودش را به سیستم کشورش ثابت کرده‌است، در حالی که شاگرد او سرگرد جای باکشی متفاوت فکر می‌کند.

## بازیگران
- سیدهارث مالهوترا در نقش سرگرد جای باکشی
- مانوج باجپایی
- راکول پریت سینگ
- پوجا چوپرا
- عادل حسین
- نصیرالدین شاه
- انوپم کهیر
- پاتریک کلارک[۱][۲]